# Christian Schneider
Christian Schneider (23. ledna 1742 Polom u Mikulova – 13. března 1824 Jindřichův Hradec), též Kristian Schneider, byl německý františkán moravského původu a misionář katolické církve v oblasti Egypta.

## Život
Narodil se 23. ledna 1742 v později již samostatně neexistující vsi Polom u Mikulova, pokřtěn byl jako Kyrill. Pocházel z německy mluvící rodiny vinaře, ale ovládal dobře i češtinu. Studoval na piaristickém gymnáziu v Mikulově a Kroměříži a poté absolvoval filozofii na jezuitské akademii v Olomouci. Slavné doživotní řeholní sliby složil 12. srpna 1761 v Moravské Třebové, v roce 1765 byl vysvěcen na kněze. V letech 1766 až 1768 pokračoval ve studiu teologie na řádové františkánské škole v Olomouci. Po skončení studií získal práva kázat a jako německý kazatel působil v Praze a Brně.
Touhou bratra Christiana však byla misijní činnost, jednak v souladu s františkánskou tradicí, a rovněž v návaznosti na svého strýce Herculana Schneidera († 1747), rovněž františkána a misionáře, jenž své aktivity zaměřil do Číny, kde také zemřel. V říjnu 1768 byl nejprve v domovské zemi pražskou konsistoří zmocněn k působení mezi nekatolíky a jejich přijímání do katolické církve. Toužil však po misii v zahraničí a působení mezi „pohanskými“ národy. Konečně 22. dubna 1771 se mu podařilo získat svolení českého řádového provinciála Lucia Hornische účastnit se zahraničních misií. Záhy nato, se v květnu 1771 odebral do Říma na studijní přípravný pobyt na misie, který františkáni organizovali ve své koleji San Pietro in Monte Aureo (Montorio). Po relativně krátké sedmiměsíční přípravě byl Schneider 7. března 1772 ustanoven na sedm let misionářem v Egyptě a 1. června se již vylodil v Alexandrii. Po několika letech strávených v Egyptě, v Káhiře i u horního toku Nilu, se pokusil v letech o obnovu katolické misie v Habeši (Etiopii). Jeho cesta, včetně plavby Rudým mořem trvala od července 1778 do června následujícího roku. Nepodařilo se mu nicméně získat přízeň a pozvání habešského císaře, a tak Schneiderova misie, resp. snaha vytvořit misijní základnu pro působení dalších misionářů na ostrově Sokotra byla neúspěšná. V Schneiderových zápiscích z ní alespoň zůstalo několik zajímavých zkušeností z kontaktu Evropy s neznámým prostředím, např. s hinduismem. Po návratu působil bratr Christian v horním Egyptě, v středisku františkánských misií – městě Džirdžá (Girga). Na svých cestách Schneider, podobně další misionáři v oblasti, používal k získání přízně obyvatelstva lékařského umění a také svého umu v oblasti hodinářství. V roce 1792 mu po mnoha dosavadních zkušenostech v Egyptě byla na sedmileté období Kongregací pro šíření víry (Propagandou) svěřena funkce řízení egyptské katolické misie ve funkci jejího prefekta, čímž navázal na dřívější působení františkánů z českých zemí v této funkci, konkrétně na činnost Cyrila Bartusche (Partusche, prefekt 1726-28, † 1728) a Jakuba Římaře.
Po téměř 27 letech strávených v Egyptě a Blízkém východě, odešel bratr Christian uprostřed napoleonských válek z Káhiry a po delším vynuceném pobytu v Alexandrii z ní vyplul do Terstu. Dále přes se Padovu a Vídeň se vrátil do Prahy a posléze do Brna. Brněnský konvent františkánů u sv. Máří Magdaleny však byl během Schneiderovy misijní cesty josefínskými reformami zrušen a Christian se proto usídlil v Dačicích, kde byl na několik let jmenován kvardiánem. Další léta strávil pobytem mimo klášter, konkrétně v Brně, kde zřejmě hájil zájmy františkánů nebo usiloval o obnovu místní řeholní komunity. Na kapitule františkánů v Praze v srpnu 1806 byl bratr Christian zvolen provinčním definitorem. Již jako stařec ve svých sedmdesáti letech postupně oslepl v důsledku šedého zákalu. Postižen nemocí pobýval od roku 1818 v péči svých spolubratří ve františkánském konventu v Jindřichově Hradci. Tamtéž také ve věku 78 let jako jubilant více než padesáti let od řeholích slibů a kněžství zemřel stižen mrtvicí údajně 13. března 1824. Pohřben byl při místním hřbitovním chrámu Nejsvětější Trojice.

## Dílo
Prvními Schneiderovými pracemi, přesněji zápisky z přednášek či kompilacemi z jiných knih, byly pomůcky, které si vytvořil během studia teologie v Olomouci. Zaznamenal si je v letech 1766 až 1768 do objemnějších sešitů pod tituly Compendium seu Collectio universae theologiae dogmaticae a Compendium seu Collectio universae theologiae moralis, jež si pro svou potřebu ponechával až do své smrti.
Po více než čtvrtině století strávené v Africe se bratr Christian rozhodl před svým odjezdem zpět sepsat poznámky o místě svého misijního působení „jak pro vlastní [potřebu], tak zejména pro různé své další následovníky“, jak v textu uvedl. Vlastnoručně psaný rukopis (autograf) Annotationes in Egyptum rozdělil Schneider do tří částí. V první popisuje polohu, obyvatelstvo a stručně dějiny Egypta a dále podrobněji rozvádí postupně Dolní, Střední a Horní Egypt. Druhá část je více praktického charakteru a dočteme se v ní o podnebí, rostlinstvu, lidech a jejich jazyku, zvycích, oblékání, náboženství, obřadech, rodinách, umění nebo obchodu. Konečně závěr je věnován novodobé historii země. Ke svému rukopisu nechal přivázat celkem sedm tištěných i kreslených map, plánů nebo vyobrazení egyptských památek. Kniha má přehledně vytvořenou strukturu a obsahové rozčlenění a lze ji považovat za skutečně odbornou práci vzniklou v období rodící se vědy egyptologie.
Již v pokročilém věku, když Schneider pozbyl zraku, diktoval a nechal zaznamenat další ohlédnutí za svým životem: Kurze Lebens- und Reisebeschreibung eines Blinden mit verschiedenen Anmerkungen. Rukopis zůstal v Jindřichově Hradci, nacházel se například v místní školní knihovně a nakonec v archivu. Stal se podkladem pro první biografická zpracování Schneiderovy životní poutě od poloviny 19. století. Jakkoli si nechal bratr Christian psát dílo s více než dvacetiletou prodlevou od svých cest, líčí velmi živě a čtivě především své osobní zážitky a setkání s místní kulturou a společností během pobytu v Káhiře, horním Egyptě, Jemenu nebo Svaté zemi.
V osobní archivní pozůstalosti Christiana Schneidera se kromě jeho části jeho korespondence a vybraných dokumentů dochoval na šesti listech Christianův rukopisný penitenciář – zpovědní pomůcka psaná souběžně zrcadlově v italštině a arabštině rozebírající jednotlivé hříchy podle desatera. Pastorační příručku si Schneider zřejmě připravoval na počátku svého působení v Egyptě, nad italským textem je ještě připsán arabský v transliteraci do latinky.